# HMS Hursley (L84)
L'HMS Hursley va ser un destructor d'escorta tipus Hunt de la Segona Guerra Mundial de la Royal Navy britànica. És l'únic vaixell de la Royal Navy que ha portat aquest nom (Hursley és un poble de Hampshire). Encarregat el 1942, va servir a la Mediterrània, abans de ser transferit a l'Armada Hel·lènica el novembre de 1943 i rebatejat com a Kriti. Va participar en els desembarcaments a Sicília, Anzio i el sud de França, i va romandre al servei grec fins al 1959.

## Construcció
El Hursley va rebre l'ordre de construcció juntament amb 15 altres vaixells del mateix tipus el 20 de desembre de 1939 com a part del Programa d'Emergència de Guerra. Swan Hunter li va col·locar la quilla a Wallsend el 21 de desembre de 1940 com a Admiralty Job No. J4139, avarat el 25 de juliol de 1941 i completat el 2 d'abril de 1942.

## Historial de servei

### HMSHursley
Després de les proves marítimes, el Hursley va ser assignat per al servei el 2 d'abril de 1942. Va navegar cap a Scapa Flow per a l'entrenament, i després es va unir a l'escorta del comboi rus PQ 15 fins a Murmansk i tornar. Assignada a la Flota Oriental, al maig es va unir a l'escorta del comboi WS 19 a Durban. Allà va ser transferit a la 5a Flotilla de Destructorsa la Mediterrània, a causa de les grans pèrdues de l'Operació Vigorous", i va navegar a cap a Alexandria, Egipte, on va ser desplegat per a les tasques de flotilla a l'est de la Mediterrània.
El 14 de setembre el Hursley i l'Aldenham van escortar el remolcador Brigand fins a trobar-se amb el creuer Coventry i el destructor Zulu, tots dos danyats durant l'operació Acord a Tobruk. El Coventry va ser enfonsat, però el Hursley va agafar el Zulu a remolc, però sota l'atac d'avions enemics el Zulu va ser enfonsat.
A l'octubre Hursley va dur a terme dues operacions de desviació en suport de les operacions del Vuitè Exèrcit Lightfoot i Supercharge durant la batalla d'El Alamein.
El 17 de novembre va ser desplegada per a la defensa del comboi de socors de Malta MW 13 a l'operació Edat de Pedra, va ser atacat per aire, però va arribar segur el 19 i va tornar a Alexandria el 21.
El 14 de gener de 1943 va participar en l'enfonsament del submarí italià Narvalo amb el destructor Pakenham. El submarí portava munició i combustible a Trípoli, i portava 11 presoners de guerra britànics. 28 italians i 8 dels presoners van morir en l'enfonsament.
Al febrer va formar part de l'escorta del Comboi XT 3 entre Alexandria i Trípoli, i el dia 19 va participar en l'enfonsament del submarí alemany U-562 amb el destructor Isis i un bombarder Vickers Wellington de la Royal Air Force, al nord-oest de Bengasi.
Transferit a la 22a Flotilla de Destructors, les seves tasques de defensa i suport del comboi van continuar a l'abril. El 8 de maig va ser desplegada a l'operació Retribució, part del bloqueig situat a la zona de l cap Bon per interceptar vaixells que evacuaven les tropes enemigues del nord d'Àfrica. El 12 de maig va participar en una operació de desembarcament a l'illa tunisiana de Zembra amb l'Aldenham i el vaixell de la Marina Hel·lènica Kanaris, tornant a Malta amb el personal enemic capturat.
Després de les funcions habituals d'escorta i suport, al juliol es va unir a la Força de Suport a l'Est com a escorta de combois d'assalt i en suport dels desembarcaments durant la invasió aliada de Sicília. Va ser adjunt al grup d'escorta R i va navegar des d'Alexandria com a part de l'escorta del comboi MWF 36, tornant a Alexandria l'endemà per escortar el comboi MWS 36 de seguiment. Després va navegar cap a Siracusa per a més tasques de suport.
Al setembre, el Hursley es va adjuntar a la Flotilla del Llevant per donar suport a les operacions militars de la campanya del Dodecanès per ocupar diverses illes gregues ocupades pels italians després de l'armistici amb Itàlia. El Hursley va romandre en les operacions a l'Egeu fins al 2 de novembre, quan va ser transferit a la Reial Marina Hel·lènica i rebatejat Kriti ("Creta").

### Kriti
Malgrat el seu nou nom i la nova tripulació, el vaixell va continuar formant part de la 22a Flotilla de Destructors, i el gener de 1944 va ser assignat a les tasques d'escorta de combois des del nord d'Àfrica fins a Nàpols en preparació per als desembarcaments aliats planificats a Anzio (operació Shingle). Va ser adscrita a la Força d'Atac del Sud ("Force X-Ray") sota el comandament de la Marina dels Estats Units per donar suport al desembarcament del VI Cos dels Estats Units. El 20 de gener va partir de Nàpols i dos dies més tard, quan les tropes van desembarcar, va donar suport malgrat els atacs aeris enemics. El Kriti va romandre a Anzio al febrer proporcionant defensa per als combois militars i suport de foc per a les tropes terrestres.
De març a juliol va tornar a les tasques normals de flotilla mentre estava a Alger , després a l'agost va participar en l'operació Drac, la invasió del sud de França. Va sortir de Nàpols el 12 d'agost com a part de l'escorta del comboi SF2, que comprenia 38 LCI, arribant a "Delta Beach" (Saint-Tropez) dos dies més tard.
El Kriti va reprendre les seves funcions habituals al setembre, però va ser transferit a la Força Britànica de l'Egeu per donar suport a les operacions militars per tornar a ocupar les illes de l'Egeu i el continent grec. Al novembre va ser transferit a la 12a Flotilla grega al Pireu, i es va dedicar a donar suport a les operacions militars a l'Egeu fins al final de la guerra a Europa el maig de 1945.
Després del dia VE, va ser transferit en préstec a la Reial Armada Hel·lènica i hi va romandre fins al 12 de desembre de 1959 quan va tornar al control de la Royal Navy i va ser inscrit a la llista d'eliminació. El vaixell es va vendre per desballestar-lo a Grècia el 27 d'abril de 1960 i es va remolcar a les drassanes més tard aquell any.